# Etnodizajn
Etnodizajn – nurt we wzornictwie przemysłowym, propagujący łączenie elementów rękodzielnictwa i wyrobnictwa ludowego ze współczesnymi trendami. W zależności od wariantu może być cytatem z kultury ludowej umieszczonym w nowym kontekście, wplataniem akcentów folklorystycznych w przedmioty codziennego użytku, tudzież wykorzystaniem ludowych form i zasad produkcji.
Terminu tego używa się do opisania procesu występującego na gruncie polskim. Nie jest spolszczeniem angielskiego określenia, gdyż w angielszczyźnie takie sformułowanie nie funkcjonuje. Przedrostek etno (od gr. ethnos oznaczającego rasę), w przypadku współczesnej Polski, gdzie naród rozumie się jako całość etniczną, a nie polityczną, oznacza tożsamość narodową; natomiast dizajn jest celowym spolszczeniem angielskiego design i tworzy uczucie nowości.

## Historia

### Przełom XIX i XX wieku

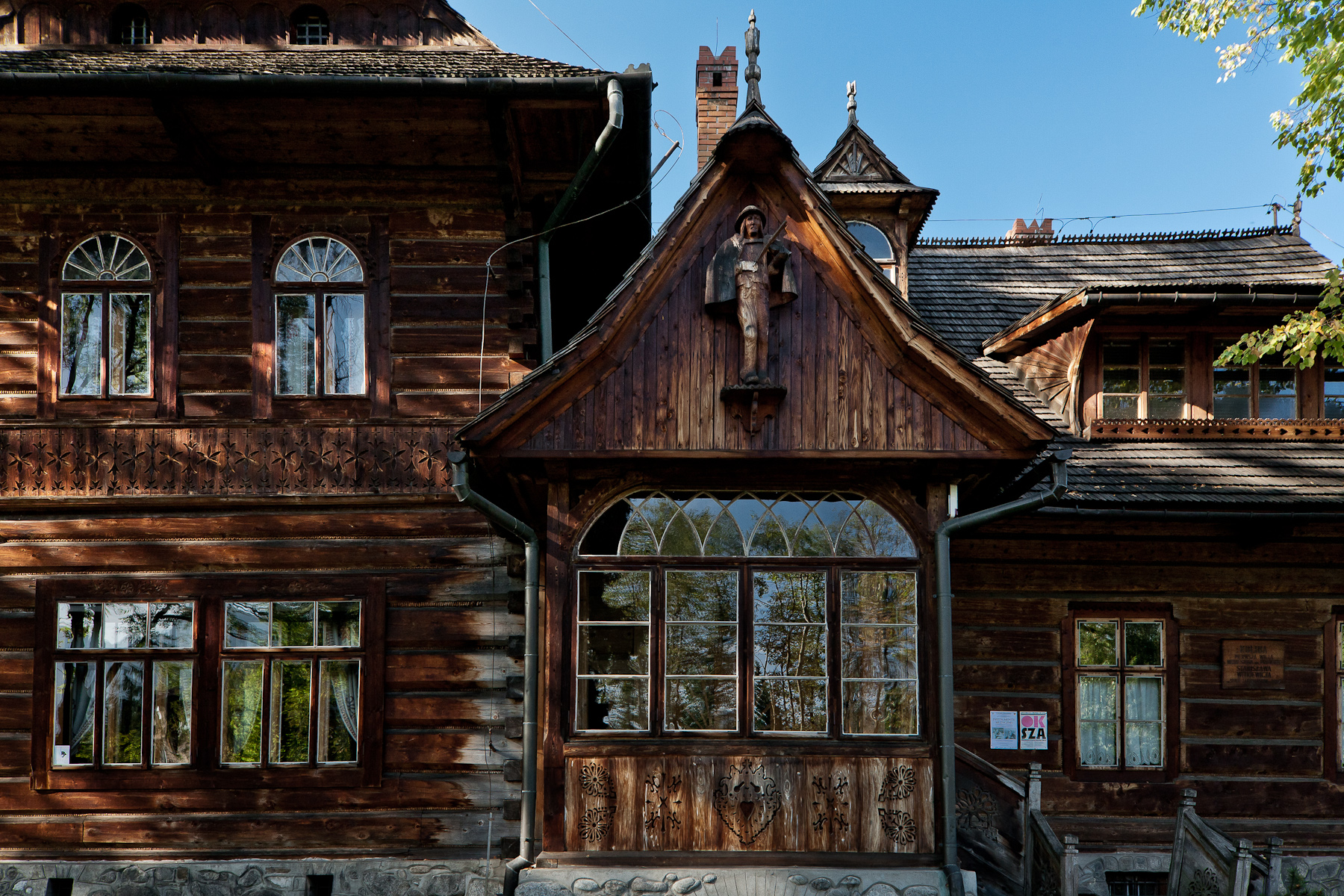
Willa Koliba z 1892 roku zaprojektowana przez Stanisława Witkiewicza

Początki etnodizajnu sięgają końcówki XIX wieku i wywodzą się z poszukiwań stylu narodowego, który miałby stanowić silną podwalinę do budowania świadomości narodowej. Uważano, że to zadanie najlepiej spełni sztuka ludowa, gdyż zawiera w sobie oryginalne cechy rodzimej kultury. Pierwszą taką próbą był styl zakopiański stworzony przez Stanisława Witkiewicza, który z początku wzbudził duże zainteresowanie wśród warszawskich projektantów. Nie miał jednak wystarczającej siły przebicia, ze względu na inspiracje tylko regionem Podhala i uległ silnej krytyce w latach 30. XX wieku.
W 1901 roku powstało Towarzystwo „Polska Sztuka Stosowana”. Wśród jego założycieli byli m.in. Stanisław Wyspiański, Jerzy Warchałowski i Karol Tichy. Towarzystwo to za cel obrało spopularyzowanie sztuki ludowej poprzez wydawanie czasopism i organizowanie wystaw, na których pokazywano oryginalne wyroby ludowe i przedmioty codziennego użytku. W ten sposób środek ciężkości dla inspiracji polskim folklorem rozłożył się na inne regiony.

### Okres międzywojenny
W 1925 roku odbyła się Wystawa Paryska, na której wielki sukces odnieśli polscy twórcy z kręgu Warsztatów Krakowskich, założonego w 1913 roku stowarzyszenia hołdującego warsztatowej praktyce. Wśród nich znalazła się Zofia Stryjeńska, której prace odznaczały się ostrą kolorystyką i płaskością kompozycji, nawiązujące do mitologicznych wątków. Pokazano również masywne meble Kotarbińskiego, Trojanowskiego i Stryjeńskiego. Za projekty nowych banknotów polskich nagrodzono Zygmunta Kamińskiego a za kapliczkę Bożego Narodzenia Jan Szczepkowski otrzymał Grand Prix.
Lata późniejsze to przede wszystkim działalność Spółdzielni „Ład”, zajmującej się wytwarzaniem i sprzedawaniem przedmiotów wyposażenia wnętrz. Organizacja ta powstała w rok po Wystawie Paryskiej i zrzeszała czołowych twórców z kręgów warszawskich i krakowskich. Przedmioty przez nich produkowane sugerowały ludowość poprzez stosowanie odpowiednich materiałów i zasad konstrukcyjnych.
Na lata 30. przypada wzrost zainteresowania surową formą, która ujawniała się w produktach celowo niewykończonych, takich jak niefornirowane meble drewniane. Zaczęto umieszczać oryginalne wyroby rękodzielnicze w nowoczesnych kontekstach, jak na przykład gliniane miski na sufitach czy włókienne obrazy na ścianach. Był to okres cytowania kultury wiejskiej.

### Okres powojenny
W latach 40. i po wojnie wątki ludowe przeniknęły do nieomal wszystkich dziedzin sztuki użytkowej. Nastąpił rozwój folkowej biżuterii i ludowych akcentów i form w metaloplastyce. Królowały przedmioty z czernionego żelaza, np. świeczniki, żyrandole, żelazne podstawki. W tym czasie oddziały twórców zasilane były przez zakopiańską Szkołę Przemysłu Drzewnego i Fabrykę Fajansu we Włocławku, w której Władysław Zych prowadził kursy dla dekoratorek ceramiki. Należy również wspomnieć o postaci Heleny Telakowskiej, pracowniczki Ministerstwa Kultury i Sztuki, która działała na rzecz wspomagania i promocji wyrobów rustykalnych. W 1946 roku zorganizowała „Wystawę tkanin Heleny i Stefana Gałkowskich, przemysłu ludowego i rękodzieła artystycznego”.

### Monopol Cepelii
Od 1949 roku niemal całkowity monopol na wytwórczość ludową posiadła Cepelia, której odgórna kontrola narzucona została wszystkim spółdzielniom rękodzieła artystycznego w kraju. Produkowano masowo przedmioty gorszej jakości w porównaniu z latami poprzednimi. Cepelia przez wiele lat była jedynym miejscem, w którym można było dostać przedmioty rękodzielnictwa ludowego, tym samym również przedmioty do wystroju wnętrz, przez co ludność powoli traciła zainteresowanie, znudzona nadmiarem folkloru.

### Współczesność
Współcześnie działalność związana z wzornictwem etnicznym nadal skupia się wokół Krakowa, gdzie Muzeum Etnograficzne im. Seweryna Udzieli zorganizowało w 2009 roku wydarzenie o nazwie „Rzecz Małopolska. Etnodizajn festiwal”, w ramach którego spróbowano określić ramy etnodizajnu.